# ووییلووو
ووییلووو (به صربی: Vojilovo) یک منطقهٔ مسکونی در صربستان است که در گولوباک واقع شده‌است. ووییلووو ۲۹۰ نفر جمعیت دارد.